# Momisis nicobarica
Momisis nicobarica es una especie de escarabajo longicornio del género Momisis, tribu Astathini, subfamilia Lamiinae. Fue descrita científicamente por Gardner en 1936.

## Descripción
Mide 8-10 milímetros de longitud.

## Distribución
Se distribuye por Islas Andamán y Nicobar.